# Помоздинский район
Помоздинский район (коми Помӧсдін район) — административно-территориальная единица в составе Коми АССР, существовавшая в 1949—1963 годах. Административный центр — село Помоздино.

## Население
По данным переписи 1959 года в Помоздинском районе проживало 16 804 чел..

## История
Помоздинский район был образован 7 июня 1949 года из части территории Усть-Куломского района.
1 февраля 1963 года Помоздинский район был упразднён, а его территория передана в Усть-Куломский район.